# Troides haliphron
Troides haliphron is een vlinder uit de familie van de pages (Papilionidae). De wetenschappelijke naam van de soort is voor het eerst geldig gepubliceerd in 1836 door Jean Baptiste Boisduval.

## Verspreiding en leefgebied
Deze beschermde vlindersoort komt voor in Indonesië op de eilanden Sulawesi, Sumba, Sumbawa en Flores.